# La spiaggia degli spettri
La spiaggia degli spettri (Ghost Beach) è il ventiduesimo libro della serie horror per ragazzi Piccoli brividi, ideata dallo scrittore statunitense R. L. Stine.  

## Trama
I fratelli Jerry e Terry Sadler, di dodici e undici anni, stanno trascorrendo le vacanze estive nel New England ospitati da una coppia di loro anziani cugini, Brad e Agatha, che vivono in una casetta isolata sulla costa dell'oceano. Mentre esplorano la riva fanno la conoscenza di tre fratelli loro coetanei che abitano nelle vicinanze e che si presentano loro come Sam, Louisa e Nat e che, curiosamente, portano lo stesso cognome di Jerry e Terry. Nonostante dapprima i tre si divertano parecchio a giocare scherzi "spaventosi" ai protagonisti, essi diventano ben presto amici e apprendono che Sadler è un cognome molto diffuso in quella zona, tanto è vero che il piccolo cimitero accanto alla pineta è pieno di tombe in cui sono sepolte persone che si chiamavano così. Un giorno, mentre Terry sta raccogliendo dei fiori, la ragazza riporta alla luce uno scheletro di cane e i tre Sadler, con molta titubanza, rivelano loro di essere certi che il responsabile sia il vecchio fantasma che infesta la caverna vicino alla costa e che da più di trecento anni terrorizza chiunque abiti nei paraggi. Sam infatti spiega che il fantasma elimina i cani in quanto essi, abbaiando, sono gli unici a distinguerlo dagli esseri viventi. Benché sia i loro nuovi amici che i loro cugini raccomandino loro di non avvicinarsi mai a quella caverna ed evitino le loro domande al riguardo, Jerry e Terry cominciano ad interessarsene soprattutto quando entrambi vedono una strana luce provenire dal suo interno. Una sera, incuriosita da quel misterioso fenomeno, Terry convince Jerry a scoprirne l'origine per conto loro; i due ragazzi si addentrano così nella caverna solo per poi scoprire che essa è effettivamente abitata da un inquietante e decrepito individuo. Prima che questi possa dire o fare qualsiasi cosa, Jerry e Terry fuggono terrorizzati verso casa. Il giorno seguente si ritrovano sulla spiaggia con Sam, Louisa e Nat, che rivelano loro di aver escogitato un piano sicuro per sbarazzarsi del fantasma per sempre: avendo scoperto che quella caverna è in realtà un santuario (ovvero un luogo capace di tener prigionieri gli spiriti), essi affermano che sarebbe possibile intrappolarlo dentro facendo franare le rocce poste sopra l'entrata. I tre dicono di non aver mai osato attuare questo piano da soli per il terrore delle ripercussioni su di loro in caso di fallimento e pertanto pregano Jerry e Terry di aiutarli. Successivamente, durante un'esplorazione al cimitero, Jerry e Terry notano un particolare agghiacciante: tra le decine di Sadler sepolti lì vi sono tre lapidi che portano i nomi di Sam, Louisa e Nat, tutti morti nel 1641, e corrono da Brad e Agatha per chiedere spiegazioni. I due anziani rispondono che tutti i Sadler di quel cimitero facevano parte di una grande famiglia che nel XVII secolo arrivò negli Stati Uniti dall'Inghilterra per cominciare una nuova vita ma che, sorpresi da un inverno terribile, morirono tutti per assideramento. Aggiungono poi che Sam, Louisa e Nat sono stati chiamati così proprio in memoria dei loro omonimi antenati, come del resto è capitato anche a loro. Rassicurati, Jerry e Terry decidono allora di partecipare al piano dei tre fratelli Sadler (che confermano loro la versione di Brad e Agatha) di intrappolare il fantasma. La notte, mentre cercano di far rotolare le rocce sull'entrata come è stato loro chiesto, Jerry e Terry si ritrovano loro malgrado nuovamente nelle grinfie dello spaventoso vecchio che li trascina all'interno della caverna. Questi si presenta loro come Harrison Sadler e dichiara loro di non essere un fantasma ma uno studioso dell'occulto in carne ed ossa che si è stabilito nella caverna proprio perché essa rappresenta l'unico posto sicuro per proteggersi dai veri fantasmi, che lui sostiene essere Sam, Louisa e Nat. Tuttavia Jerry e Terry non gli credono e il vecchio decide di lasciarli fuggire a condizione che essi vadano a dare un'altra occhiata al cimitero, precisamente nel luogo dove hanno trovato le tombe dei tre fratelli; qui, infatti, i due notano con orrore che qualcuno ha scavato di recente due nuove tombe, le cui lapidi portano proprio i loro nomi. A questo punto, ormai convinti che l'intenzione del fantasma sia davvero quella di ucciderli e seppellirli in quelle tombe, i terrorizzati Jerry e Terry accettano nuovamente di aiutare Sam, Louisa e Nat quando questi ricompaiono e chiedono loro di attuare un altro tentativo di chiudere la caverna. Entrati tutti nella caverna, i due vengono però assaliti dai dubbi quando davanti a loro il vecchio Harrison e i tre fratelli cominciano ad accusarsi a vicenda di essere fantasmi. Tuttavia interviene il cane di Harrison che, abbaiando contro Sam, Louisa e Nat, mette finalmente in chiaro la verità: i fantasmi sono proprio i tre fratelli e sono stati loro a scavare quelle due tombe per Jerry e Terry con l'obiettivo di trattenerli a giocare con loro per sempre. Jerry e Terry fuggono sconvolti nella totale oscurità e riescono ad uscire della caverna appena prima che un fulmine colpisca le rocce sull'entrata della caverna, facendole rotolare giù e intrappolando per sempre sia i fantasmi che, purtroppo, lo stesso Harrison. Ancora scossi dalla vicenda, Jerry e Terry tornano a casa e qui si accorgono che il cane di Harrison si è salvato dalla frana e li ha seguiti; alla vista di Brad e Agatha, l'animale ricomincia a ringhiare e ad abbaiare, facendo intendere che anche loro sono fantasmi.

## Personaggi
Jerry Sadler: protagonista e narratore della storia, abita a Hoboken nel New Jersey con i genitori e la sorella Terry, più piccola di lui di un anno.
Viene invitato insieme a Terry a passare l'ultimo mese di vacanze estive da due lontani parenti in New England.
Protettivo e giudizioso nei confronti della sorella risulta sempre essere il più fifone opponendosi fermamente ad ogni iniziativa di esplorazione della ragazzina.
Terry Sadler: co-protagonista del racconto insieme a suo fratello maggiore Jerry.
Appassionata di horror e misteri, adora i libri del terrore che però inizia sempre a leggere dall'ultimo capitolo non sopportando di dover attendere per conoscere la soluzione dei misteri. Colleziona fiori selvatici e prende i calchi delle lapidi dei cimiteri che visita.
Impulsiva e coraggiosa, si fa spesso trascinare dall'entusiasmo in nuove avventure mal sopportando la prudenza del fratello.
Brad Sadler: lontano parente dei due protagonisti, vive con sua moglie Agatha in una vecchia casa vicino alla spiaggia in New England.
Agatha Sadler: moglie di Brad Sadler con cui vive in New England. Lei e suo marito invitano i giovani Sadler a passare le vacanze con loro.
Sam, Luisa e Nat Sadler: tre fratelli che abitano vicino a Brad e Agatha, mettono in guardia Jerry e Terry sul fantasma che abita la grotta vicino alla spiaggia. Accompagneranno i due protagonisti nelle loro avventure. Hanno lo stesso cognome dei protagonisti.

## Episodio TV
Nel 1996 è stata realizzata una trasposizione televisiva di questo libro.

Nell'episodio TV il personaggio di Nat non compare.

## Edizioni
- R. L. Stine, La spiaggia degli spettri, traduzione di Alessandra Padoan, collana Piccoli brividi, Arnoldo Mondadori Editore, 1996,  p. 143, ISBN 88-04-41369-7.